# ستيف سونغ
ستيف سونغ (بالإنجليزية: Steve Sung)‏ هو لاعب بوكر أمريكي، ولد في 1985 في سول في كوريا الجنوبية.